# Deutschneudorf
Deutschneudorf ist eine Gemeinde im Erzgebirgskreis in Sachsen (Deutschland). Sie gehört der Verwaltungsgemeinschaft Kurort Seiffen - Deutschneudorf - Heidersdorf an.

## Geografie

### Geografische Lage
Die Gemeinde Deutschneudorf liegt an der Schweinitz, einem Nebenfluss der Flöha, unmittelbar an der tschechischen Grenze. Es ist eine typische Streusiedlung in der Kammlage des Erzgebirges.

### Nachbargemeinden
Deutschneudorf grenzt an den tschechischen Ortsteil Mníšek v Krušných horách. Im Westen grenzen Olbernhau und Seiffen/Erzgeb., im Norden Neuhausen/Erzgeb., im Osten Nová Ves v Horách und im Süden Hora Svaté Kateřiny an die Gemeinde.

### Gemeindegliederung
Neben dem Ort Deutschneudorf gehören folgende Ortsteile zur Gemeinde:
- Brüderwiese,
- Deutscheinsiedel,
- Deutschkatharinenberg,
- Oberlochmühle.

## Geschichte

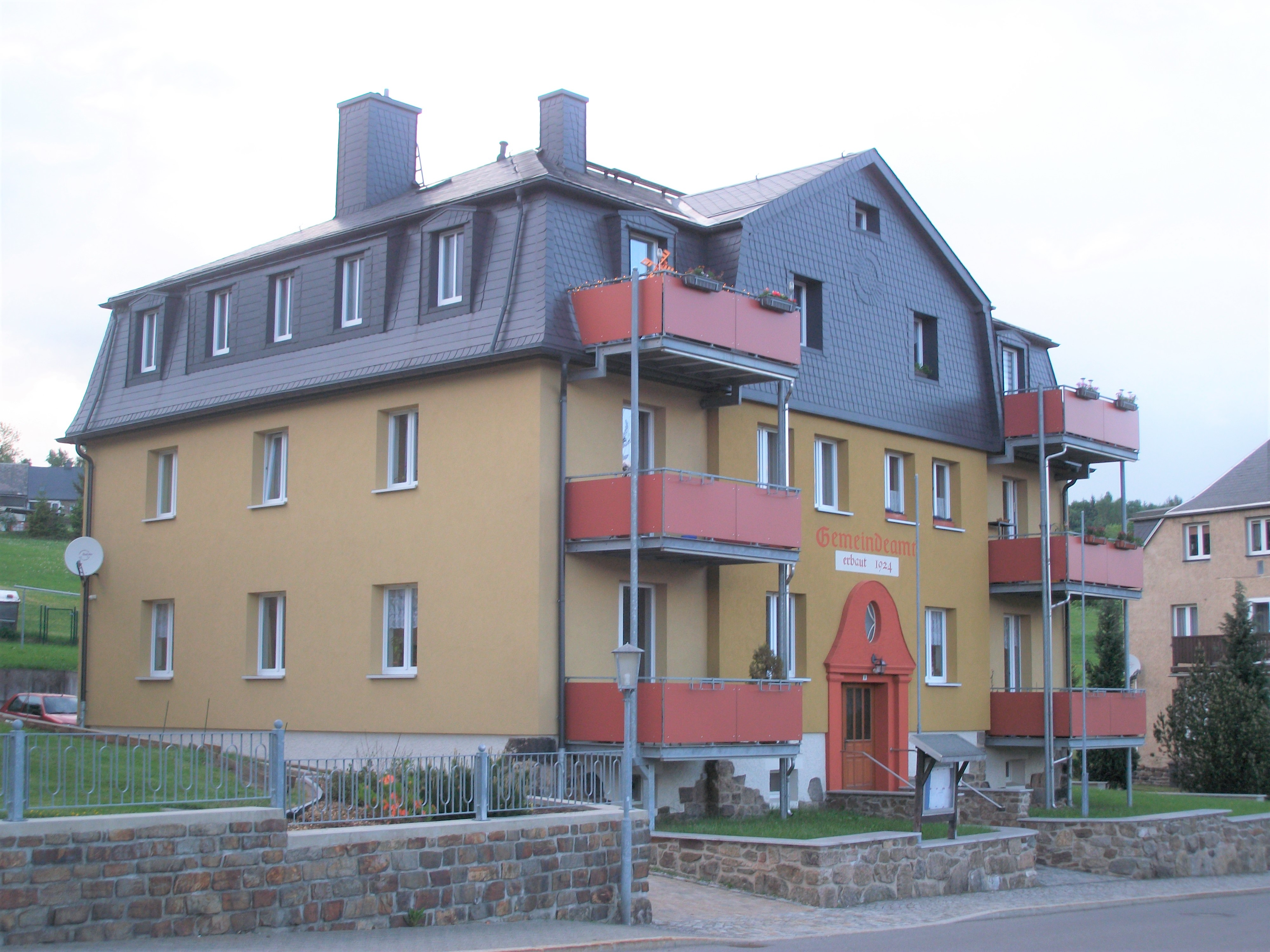
Gemeindeamt

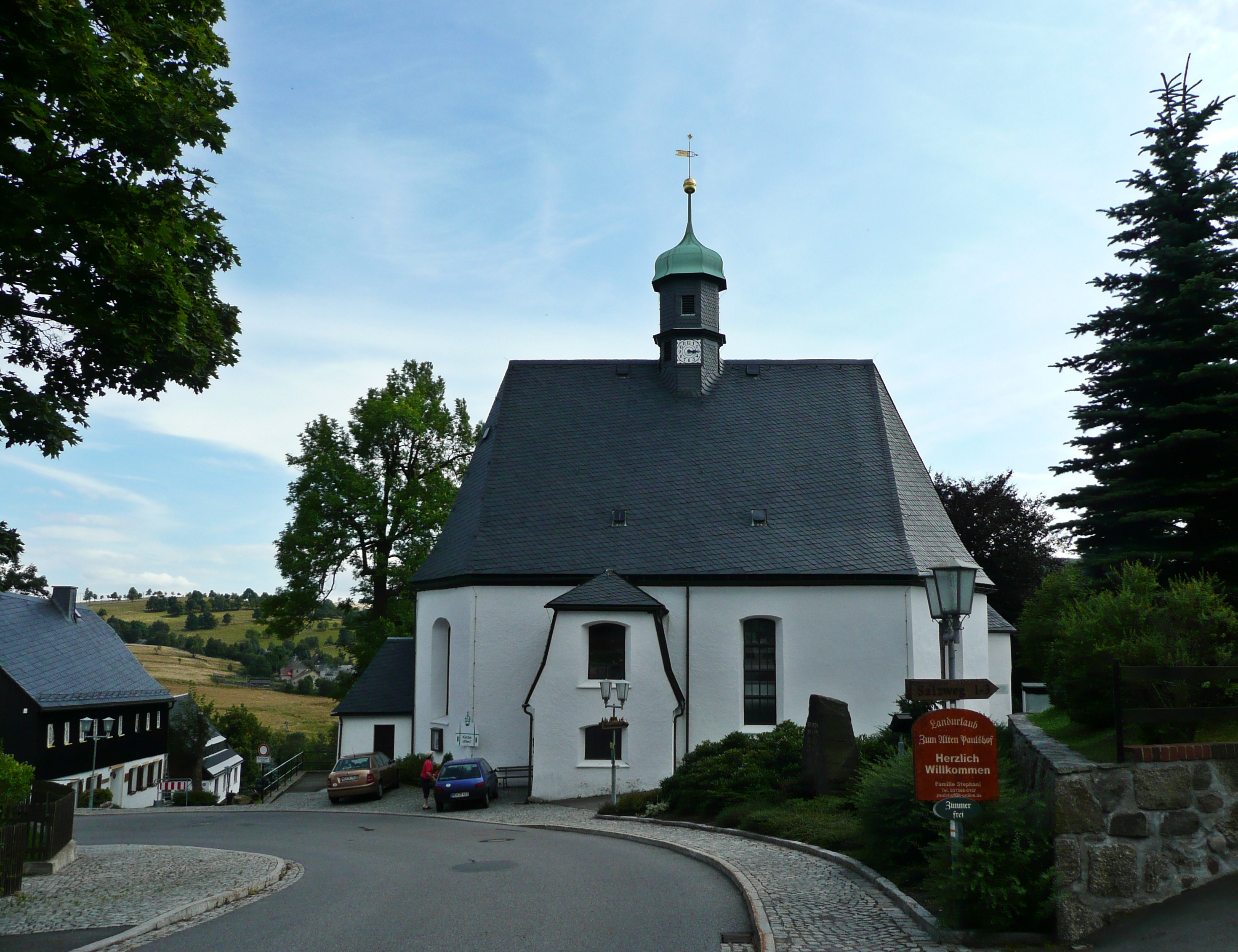
Blick auf die 1734/36 erbaute Kirche

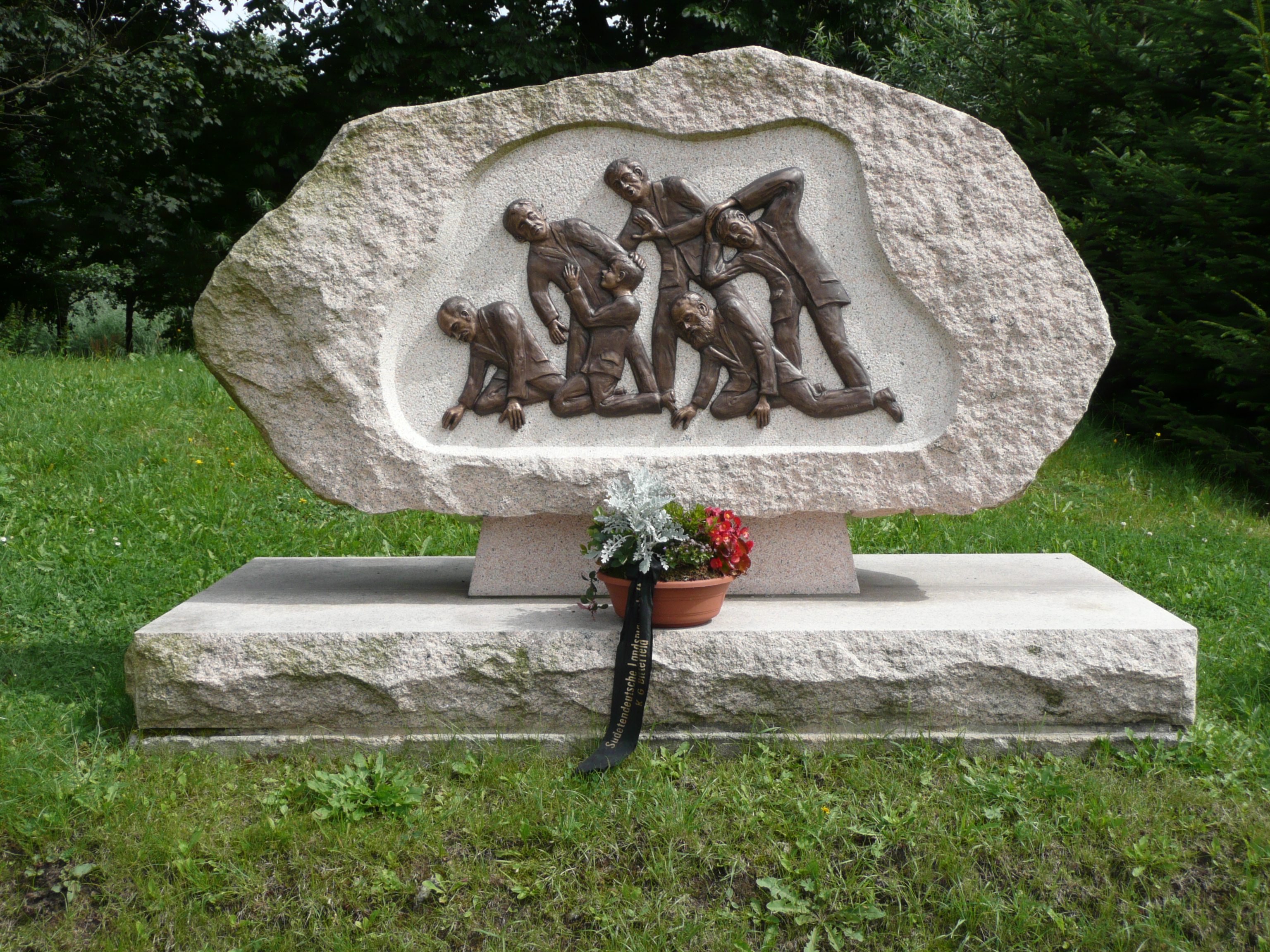
Gedenkstätte für die Opfer des Todesmarsches vom 9. Juni 1945

Um 1514 fanden erste Schürfungen auf dem späteren Gemeindegebiet statt. Der Grünthaler Saigerhüttenfaktor August Rohdt erhielt 1620 die Fortuna Fundgrube und die Pallas Fundgrube. 1637 errichtete er einen Hohen-Ofen-Platz zur Unterstützung des Drahthammers in Rothenthal. Aus dem nahen St. Katharinenberg kamen Exulanten als Fachleute. 1651 wurde die Ansiedlung als Naudorff untern Catherbergk erstmals urkundlich erwähnt und umfasst 1657 drei Häuser. Nach dem Ende des Dreißigjährigen Krieges und dem Auftreten der Pest war die Gegend nahezu menschenleer. Auf den entstandenen Rodeflächen wurden böhmische Exulanten angesiedelt. Der erste Lehrer wurde 1718 aktenkundig. Der Bau einer eigenen Kirche wurde 1736 fertiggestellt und 1741 ein Schulgebäude errichtet. 1801 wurde Deutschneudorf eigenständige Kirchgemeinde. Die Freiwillige Feuerwehr wurde 1875 gegründet. 1879 wurde die erste Fernsprechstelle eingerichtet. Das Gemeindeamt wurde 1924 errichtet. 1936 wurde ein Schwimmbad erbaut. Während des Einmarsches der deutschen Wehrmacht ins Sudetenland am 1. Oktober 1938 befanden sich der Reichserziehungsminister Bernhard Rust sowie Konrad Henlein im Ort. Am 1. April 1939 wurde die Oberlochmühle, bisher Ortsteil von Oberseiffenbach, Deutschneudorf zugeordnet. Zwischen Herbst 1944 und 8. Mai 1945 legten Mitglieder der Spezialeinheit der Wehrmacht Brandenburg unter der Code-Bezeichnung ORPHE ein Geheimdepot für Kunst- und Kulturgut an.
Zur Erinnerung an die Opfer des Todesmarsches vom 9. Juni 1945 von Komotau nach Maltheuern, der auch durch Deutschneudorf führte, wurde eine Gedenkstätte errichtet.
1966 bis 1970 erfolgte der Bau der zentralen Trinkwasserversorgung.
Am 3. Mai 1927 wurde als eine der letzten in Sachsen gebauten Bahnstrecken die 1919 vom sächsischen Landtag bewilligte Bahnstrecke Olbernhau-Grünthal–Deutschneudorf eröffnet. Am 21. Mai 1966 wurde der reguläre Personenverkehr auf dieser Bahnstrecke eingestellt; die Einstellung des Güterverkehrs erfolgte am 26. September 1969. Eine Verfügung vom 12. Juni 1970 ordnete den Streckenrückbau an, im Folgejahr wurden alle Gleisanlagen sowie die stählernen Brückenüberbauten der Strecke demontiert.
Am 1. Januar 1999 wurden Deutscheinsiedel und Deutschneudorf zur Gemeinde Deutschneudorf zusammengeschlossen.
Während des Augusthochwassers 2002 war Deutschneudorf einer der ersten Orte, die überflutet wurden.

## Einwohnerentwicklung
Folgende Einwohnerzahlen beziehen sich auf den 31. Dezember des voranstehenden Jahres mit Gebietsstand Januar 2007:
| 1982 bis 1988 - 1982 – 1.727 - 1983 – 1.690 - 1984 – 1.664 - 1985 – 1.654 - 1986 – 1.649 - 1987 – 1.639 - 1988 – 1.593 | 1989 bis 1995 - 1989 – 1.571 - 1990 – 1.494 - 1991 – 1.484 - 1992 – 1.456 - 1993 – 1.416 - 1994 – 1.439 - 1995 – 1.382 | 1996 bis 2002 - 1996 – 1.387 - 1997 – 1.341 - 1998 – 1.301 - 1999 – 1.296 - 2000 – 1.271 - 2001 – 1.237 - 2002 – 1.215 | 2003 bis 2012 - 2003 – 1.197 - 2004 – 1.187 - 2005 – 1.174 - 2006 – 1.170 - 2007 – 1.142 - 2009 – 1.129 - 2012 – 1.068 | ab 2013 - 2013 – 1.058 - 2020 – 970 - 2021 – 942 |

 Quelle: Statistisches Landesamt des Freistaates Sachsen

## Politik
- Wir für Deutschneudorf: 6
- FDP: 4

### Gemeinderat
Seit der Gemeinderatswahl am 9. Juni 2024 verteilen sich die 12 Sitze des Gemeinderates folgendermaßen auf die einzelnen Gruppierungen:
- Wir für Deutschneudorf: 6 Sitze
- FDP: 4 Sitze

Die Wahlbeteiligung betrug 66,7 %.
| Liste                  | 2024   | 2024   | 2019   | 2019   | 2014   | 2014   |
| Liste                  | Sitze  | in %   | Sitze  | in %   | Sitze  | in %   |
| ---------------------- | ------ | ------ | ------ | ------ | ------ | ------ |
| Wir für Deutschneudorf | 6      | 51,4   | 6      | 56,5   | –      | –      |
| FDP                    | 4      | 48,6   | 4      | 40,4   | 9      | 74,3   |
| SPD                    | –      | –      | –      | 3,1    | –      | –      |
| AfD                    | –      | –      | –      | –      | 1      | 25,7   |
| Wahlbeteiligung        | 66,7 % | 66,7 % | 67,4 % | 67,4 % | 59,9 % | 59,9 % |

### Bürgermeister
- 1973 bis 1989: Alfons Knittel
- 1990 bis 1994: Ludwig Kluge, parteilos
- 1994 bis 2015: Heinz-Peter Haustein, FDP
- 2015 bis 2023: Claudia Kluge, FDP
- seit 2023: René Hoffmann

| Wahl | Bürgermeister        | Vorschlag | Wahlergebnis (in %) |
| ---- | -------------------- | --------- | ------------------- |
| 2022 | René Hoffmann        | Hoffmann  | 67,4                |
| 2015 | Claudia Kluge        | Kluge     | 60,0                |
| 2013 | Heinz-Peter Haustein | FDP       | 98,4                |
| 2006 | Heinz-Peter Haustein | FDP       | 99,2                |

### Partnerschaften
Partnergemeinde von Deutschneudorf ist Beratzhausen in Bayern.

## Kultur und Sehenswürdigkeiten
- siehe auch: Liste der Kulturdenkmale in Deutschneudorf

Deutschneudorf ist Anfang- und Endpunkt des April 2015 eingeweihten Glockenwanderweges.

### Museen
In Deutschkatharinenberg befindet sich in einer bis 1880 betriebenen Kupfer- und Silbererzgrube das 2001 eröffnete Besucherbergwerk „Fortuna-Stollen“. Bis heute bestehen Vermutungen, nach denen hier am Ende des Zweiten Weltkrieges das Bernsteinzimmer eingelagert wurde. Das Heimatmuseum „Haus der erzgebirgischen Tradition“ befindet sich in Deutschneudorf.

### Deutschneudorf und das Bernsteinzimmer
Der ehemalige Bürgermeister Heinz-Peter Haustein sucht seit Jahren in der Region nach dem Bernsteinzimmer. Wie im Februar 2008 bekannt wurde, hätten Bodenscans quaderförmige Formen gezeigt, welche auf unterirdisches Gold oder Silber schließen ließen. Des Weiteren gebe es in den Unterlagen eines Funkers und Navigators der Luftwaffe der ehemaligen Wehrmacht Hinweise darauf, dass in den letzten Tagen des Zweiten Weltkriegs wertvolle Kisten nach Deutschneudorf verbracht worden seien. Im Jahr 2008 fand eine bisher erfolglose Suche mit rasterartigen Erdbohrungen statt.

## Wirtschaft und Infrastruktur

### Verkehr

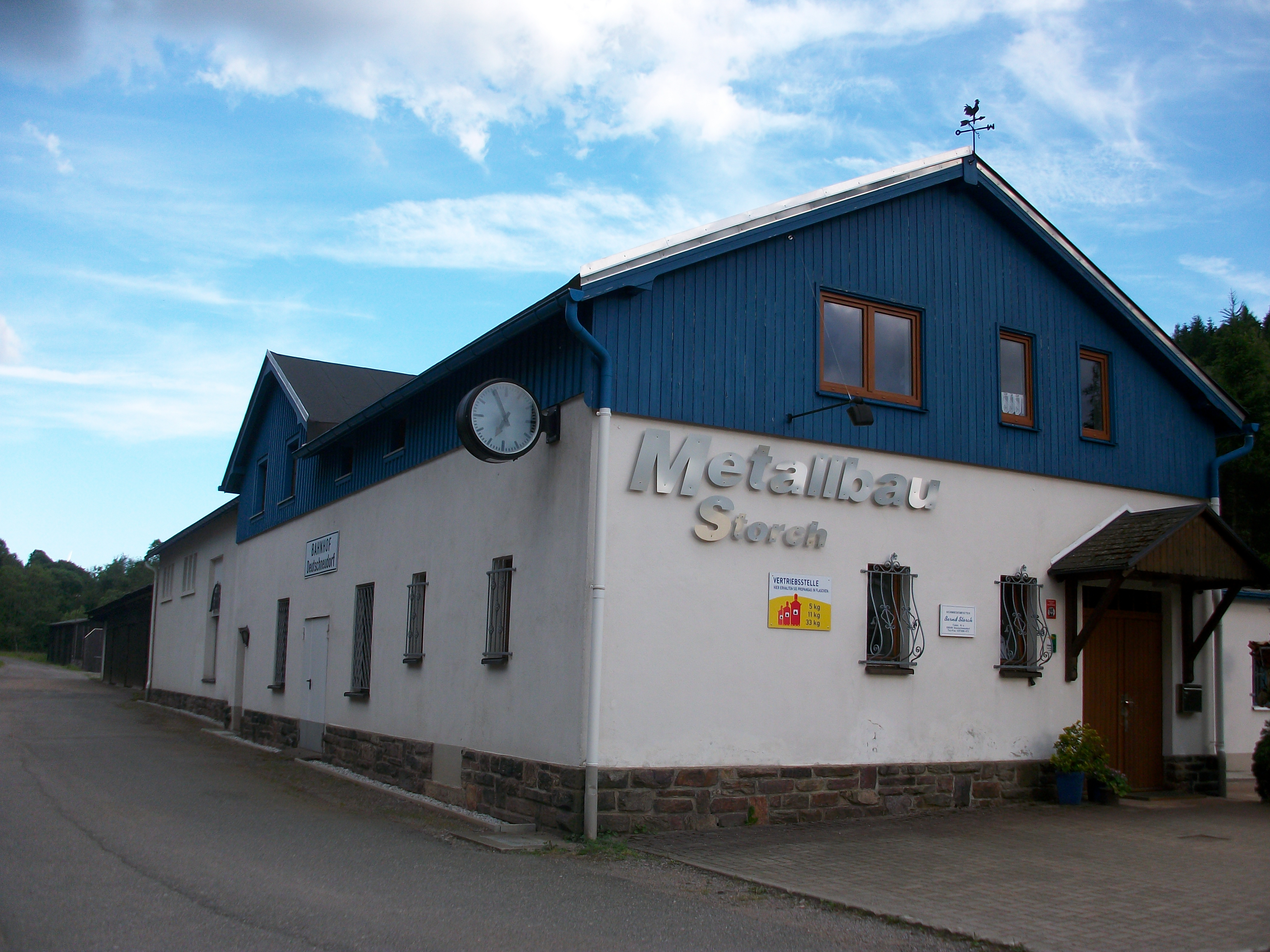
Ehem. Bahnhof Deutschneudorf (2016)

In Deutscheinsiedel befindet sich ein 2002 eröffneter Grenzübergang für den PKW-Verkehr. Seit dem Wegfall der Grenzkontrollen durch das Schengener Abkommen im Dezember 2007 sind außerdem auch die Übergänge in Deutschneudorf und in Deutschkatharinenberg, die vorher nur für Fußgänger geöffnet waren, für PKW freigegeben.
Deutschneudorf war von 1927 bis 1969 Endpunkt der Bahnstrecke Olbernhau-Grünthal–Deutschneudorf.

### Bildung
In Deutschneudorf wird ein deutsch-tschechischer Kindergarten betrieben. Der Bau einer deutsch-tschechischen Grundschule ist in Vorbereitung.

### Wirtschaft
Seit 1. Januar 2020 ist in Deutschneudorf eine Gasexportstation der Pipeline EUGAL in Betrieb.